# 1284
Cette page concerne l'année 1284  du calendrier julien. Pour l'année 1284 av. J.-C., voir 1284 av. J.-C.
L'année 1284 est une année bissextile qui commence un samedi.

## Événements
- 4 mai : Arghoun, gouverneur du Khorasan révolté contre Ahmad Teküder le rencontre au sud de Qazvin[1]. La bataille n'est pas décisive.
- 10 août : Ahmad Teküder est victime d’un complot[2].
- 11 août[1] : début du règne d'Arghoun, il-khan, mongol de Perse (jusqu'en 1291). Il tente de s'allier aux chrétiens contre les Mamelouks et les Kiptchak, mais ni le pape Honoré IV, ni le roi de France Philippe le Bel ne répondent à ses offres d’alliance.

- Septembre-octobre : prise de Djerba[3] par Roger de Lauria pour l’Aragon (fin en 1335).

- Voyage de Marco Polo à Ceylan[4].

### Europe
- 19 mars : statut de Rhuddlan[5]. Le Pays de Galles est annexé à l'Angleterre.
- 4 avril : instabilité politique en Castille à la mort d’Alphonse X[6].
- 6 avril : à la mort de Pierre Ier d'Alençon à Salerne, Philippe III le Hardi acquiert le comté de Chartres qu'il intègre au domaine royal.
- 30 avril : Sanche IV le Brave reçoit les insignes royaux pour   le León et la Castille à Tolède, au détriment des enfants de Ferdinand de la Cerda et malgré le testament d'Alphonse X. Le trône lui est confirmé par les cortès de Séville. Il règne jusqu'en 1295[7].
- 5 juin : Charles II d'Anjou est battu et fait prisonnier à la bataille navale de la baie de Naples par Roger de Lauria. Il n'est libéré qu'en novembre 1288[8].
- 26 juin : 130 enfants auraient disparu à Hamelin, événement à l'origine de la légende du Joueur de flûte de Hamelin[9].
- 6 août : la flotte génoise commandée par Oberto Doria défait Pise à la bataille de la Meloria[10] et devient dominante sur la Méditerranée. Gênes devient ainsi la rivale de Venise. À partir de cette date, qui marque le long déclin de Pise, diverses expériences de gouvernement seigneurial vont être menées. Les Pisans sont chassés de Sardaigne et de Corse[11].
- 16 août : la Navarre et la Champagne sont réunies à la France (voir aussi 1607) par le mariage de Philippe le Bel et de Jeanne de Navarre[12].
- 31 octobre : frappe des premiers ducats d’or (zecchino ou sequin) de Venise qui devient la monnaie du commerce en Méditerranée avec les florins de Florence[13].
- 21 septembre: fondation de la bastide de Vianne[14].
- 28 novembre : écroulement de la voûte du chœur la cathédrale Saint-Pierre de Beauvais[15].⁹

- À la suite du blocus des Hanséates, le roi de Norvège Erik Magnusson doit leur promettre de réparer les dommages qu’ils ont subis[16]. Le commerce reprend, mais les cogues qui font route vers la Norvège sont pillées par des pirates norvégiens. Les Hanséates, avec l’appui de leurs alliés (Danois, Allemands, Anglais), isolent complètement le pays.
- Statut maritime de Venise[17].
- Hugh de Balsham, évêque d’Ely fonde Peterhouse, le premier des collèges de Cambridge[18].